# Wang Mangs interregnum
Wang Mangs interregnum eller Xindynastin (新朝) är en i de traditionella kinesiska dynastilängderna sällan erkänd kinesisk enmansdynasti som härskade åren 9-23, alltså mellan Västra och Östra Handynastin.
Wang Mang (王莽 pinyin: Wáng Mǎng) (45 f.Kr.-23 e.Kr.) var hög tjänsteman under Västra Han, och dessutom huvudman för släkten Wang, den släkt varifrån kejsare och prinsar från den styrande släkten Liu med förkärlek hämtade sina gemåler. Efter att först ha fungerat som de facto regent tog han år 9 makten och utropade sin egen dynasti, samt drog igång omfattande reformer som idag kan tyckas ha socialistiska drag men som framförallt var ett sätt att flytta makt från adeln till kejsaren.
Starkt motarbetad av adeln och större jordägare slutade Wang Mangs interregnum i kaos och uppror. Wang själv dog när ett folkligt uppror intog huvudstaden Chang'an, och makten återgick till släkten Liu som återupprättade Handynastin.